# Nick Lachey
Nicholas Scott "Nick" Lachey (ur. 9 listopada 1973 w Harlan) – amerykański aktor i wokalista wykonujący muzykę pop.

## Życie prywatne
26 października 2002 ożenił się z piosenkarką i aktorką Jessicą Simpson. Wraz z nią wziął udział w reality show MTV Nowożeńcy, ukazującym prywatne życie pary. 30 czerwca 2006 rozwiedli się. 15 lipca 2011 Lachey poślubił Vanessę Minillo, byłą Miss USA i prezenterkę telewizyjną, z którą ma dwoje dzieci: syna Camdena Johna (ur. 12 września 2012) i córkę Brooklyn Elisabeth (ur. w styczniu 2015).

## Dyskografia

### Albumy studyjne
- SoulO (2003)
- What’s Left of Me (2006)

### Single
- 2003 – „Shut Up”
- 2003 – „This I Swear”
- 2006 – „What’s Left of Me”
- 2006 – „I Can’t Hate You Anymore”
- 2007 – „Resolution”

## Filmografia
| Rok       | Tytuł                                         | Rola                 | Uwagi                                |
| --------- | --------------------------------------------- | -------------------- | ------------------------------------ |
| 2003—2005 | Newlyweds: Nick and Jessica                   | w roli samego siebie | reality show                         |
| 2003      | Christmas in Rockefeller Center               | gość muzyczny        | NBC                                  |
| 2004      | American Dreams                               | Tom Jones            | odc. pt.: "I'm Not with Her"         |
| 2004      | Czarodziejki (Charmed)                        | Leslie St. Claire    | 6 odcinków                           |
| 2004      | Randka z gwiazdą (I'm with Her)               | Tyler Vance          | odc. pt.: "To Tell the Truth"        |
| 2004      | Hope i Faith (Hope & Faith)                   | Chris                | odc. pt.: "Just-In Time"             |
| 2005      | To nie takie łatwe (The Hard Easy)            | Jason Burns          |                                      |
| 2005      | Czarownica (Bewitched)                        | Wietnamski Żołnierz  | cameo                                |
| 2006      | Jego zdaniem, jej zdaniem (She Said, He Said) | Kurtwood Weymouth    | pilot                                |
| 2006      | Bliźniaczki (Twins)                           | Charlie              | odc. pt.: "Himbo"                    |
| 2006      | Overhaulin'                                   | w roli samego siebie | odc. 73                              |
| 2008      | Bitwa na głosy (Clash of the Choirs)          | Dyrektor chóru       | reality show                         |
| 2009      | Pogoda na miłość (One Tree Hill)              | w roli samego siebie | 2 odcinki (sezon 6, odc. 21 i 23)    |
| 2009      | Taking the Stage                              | w roli samego siebie | reality show                         |
| od 2009   | The Sing-Off                                  | gospodarz            | reality show                         |
| 2011      | Hawaii Five-0                                 | Tyler                | odc. pt.: "Powa Maka Moana (Pirate)" |
| 2011      | Nick & Vanessa's Dream Wedding                | w roli samego siebie | Wedding TV                           |
| 2012      | Stars Earn Stripes                            | w roli samego siebie | reality show                         |
| 2013      | The Winner Is                                 | gospodarz            | reality show                         |
| 2014-2015 | Big Morning Buzz Live                         | gospodarz            | talk show                            |
| 2015      | Lachey's: Raising the Bar                     | w roli samego siebie | reality show                         |